# ANSI FL1-2009
ANSI/NEMA FL1-2009 — стандарт, описывающий методы измерения основных характеристик ручных фонарей, налобных фонарей и прожекторов, дающих направленный свет. Стандарт определяет методы измерения таких характеристик, как общий световой поток, пиковая сила света, полезная дальность светового луча, время работы, защищённость от влаги, ударопрочность, а также вводит знаки маркировки продукции. Стандарт призван унифицировать количественные и качественные потребительские характеристики фонарей, что позволит пользователям объективно оценить и сравнить характеристики различных изделий.

## Кем и когда принят стандарт
Стандарт ANSI/NEMA FL1-2009 разработан Комитетом стандартов для фонарей (Flashlight Standarts Committee) в который входят Национальная Ассоциация Производителей Электроприборов (NEMA); представители 14 компаний, производящих осветительную продукцию, таких как Princeton, Surefire, Petzl, Streamlight, Black Diamond, Duracel и другие; представители сообщества пользователей фонарей и принят Американским национальным институтом стандартов 18 августа 2009 года.

## Характеристики фонарей и методы их измерения

### Световой поток
Световой поток — общее количество световой энергии, излучаемое устройством (фонарём) во всех направлениях. Измерение производится с помощью рассеивающей сферы (сферический фотометр), представляющей собой устройство, состоящее из собственно сферы в которой имеется отверстие для размещения исследуемого прибора, либо возможность поместить исследуемый прибор внутрь сферы, внутренняя поверхность должна иметь коэффициент отражения более 80 %, и прибора, измеряющего интенсивность света в видимой части спектра, размещённого внутри сферы и отгороженного от прямого излучения источника света специальным экраном. Результаты измерения преобразуются в величину светового потока, выраженную в люменах. Измерения должны быть произведены в период с 30 по 120 секунду с момента включения фонаря. Исследуются 3 образца, итоговое значение светового потока вычисляется как среднее световых потоков этих трёх образцов.

### Время работы
Под временем работы согласно стандарту понимается период времени, по истечении которого величина светового потока фонаря снижается до 10 % по отношению к первоначальной. Первоначальная величина светового потока фиксируется на 30 секунде после включения фонаря. Исследуются 3 образца, итоговое значение времени работы вычисляется как среднее для трёх исследуемых образцов.

### Пиковая сила света
Пиковая сила света измеряется в точке светового пятна от фонаря, с максимальной освещённостью, обычно расположенной по центру и выражается в канделах. Измерения производятся с помощью прибора для измерения освещённости (люксметра). Измерения проводятся на расстоянии 1, 10 или 30 метров от передней поверхности исследуемого устройства. Во время измерения фиксируют максимальную освещённость в люксах, измеренную в период с 30 по 120 секунду после включения фонаря. Пиковая сила света вычисляется по формуле:
{\displaystyle I=E_{max}\times l^{2}}
Где {\displaystyle I} — пиковая сила света, {\displaystyle E_{max}} — максимальная измеренная освещённость, {\displaystyle l} — расстояние от передней поверхности исследуемого образца до измерительного прибора.
За итоговое значение принимается средняя пиковая сила света для трёх исследуемых образцов.
Примечание: для вычисления пиковой силы света и полезной дальности светового луча используются одни и те же экспериментальные данные.

### Полезная дальность светового луча
Под полезной дальностью светового луча стандартом принимается расстояние, на котором освещённость, создаваемая исследуемым фонарём, составляет 0,25 люкс, что примерно соответствует освещённости на поверхности земли на открытой местности во время полнолуния в безоблачную погоду.
Для вычисления полезной дальности луча измеряют максимальную освещённость на расстоянии 1, 10 или 30 метров от передней поверхности исследуемого устройства. Во время измерения фиксируют максимальную освещённость в люксах, измеренную в период с 30 по 120 секунду после включения фонаря. Итоговая полезная дальность рассчитывается по формуле:
{\displaystyle L=l\times {\sqrt {E_{max} \over 0.25}}}
Где {\displaystyle L} — максимальная дальность луча в метрах, {\displaystyle E_{max}} — максимальная измеренная освещённость в люксах, {\displaystyle l} — расстояние от передней поверхности исследуемого образца до измерительного прибора.
Примечание: для вычисления пиковой силы света и полезной дальности светового луча используются одни и те же экспериментальные данные.

### Ударопрочность
Тест на ударопрочность проводится в полностью снаряжённом состоянии с батареями. Образцы сбрасываются с заданной высоты, выбираемой производителем, но не менее 1 метра на бетонную поверхность. Каждый экземпляр сбрасывается 6 раз в различных ориентациях в выключенном состоянии. Образцы проверяются после каждого падения.
Образец считается прошедшим тест, если он:
- не содержит трещин и разломов, различимых обычным зрением;
- сохраняет полную функциональность;
- сборка-разборка производится без дополнительных инструментов и запасных частей.

Косметические дефекты, такие как потёртости, царапины, сколы допускаются и не являются причиной провала теста.
Для того чтобы заявлять об ударопрочности изделия, все 5 образцов должны пройти тест при высоте минимум 1 метр. Производителем вместе с заявлением об ударопрочности публикуется высота прохождения теста, округлённая вниз до целого метра.

### Защищённость от влаги
Тест на влагостойкость проводится одном из трёх вариантов:
- тест на защищённость от брызг воды, для теста образцы орошаются водным спреем со всех направлений (IPX-4);
- тест на защищённость при кратковременном погружении в воду на глубину 1 метр (IPX-7);
- тест на защищённость при длительном погружении в воду, для теста образцы погружаются в воду на глубину не менее 1 метра на 4 часа (IPX-8).

В зависимости от пройденного теста, производитель публикует степень защищённости изделий от влаги.
Тесты на влагозащищённость проводятся в выключенном состоянии устройства с установленными батареями.
Тесты на защищённость от влаги проводятся в соответствии со стандартом ANSI/IEC 60529.
Все исследуемые образцы должны полностью нормально функционировать сразу после теста и через 30 минут после окончания воздействия влаги.
При проведении теста на защищённость от струй, проникновение влаги внутрь корпуса допускается в случае, если это не нарушает функционирование. В тестах на погружение проникновение влаги внутрь допускается лишь в случае, если в устройстве применяются защищённые от влаги внутренние электрические компоненты (источники света, провода, кнопки, батареи).

## Условия проведения измерений
Для всех тестов производительности, включающих тест дальности, светового потока, пиковой силы света, времени работы, используется выборка из трёх изделий. Тесты производительности проводятся в произвольном порядке.
Тесты на прочность (ударопрочность и влагозащищённость) проводятся на выборке из пяти изделий, причём, если проводятся оба теста, то сначала проводится тест на ударопрочность, затем на тех же изделиях проводится тест на влагозащищённость.
Все образцы должны браться из готовой продукции, предназначенной для продажи.
Все тесты проводятся в лабораторных условиях при температуре воздуха 22±3°С, относительной влажности воздуха не выше 80 %. Фоновая освещённость не должна превышать минимального из значений: в 1 люкс или 10 % от минимального измеряемого в тесте значения освещённости.
Все тесты проводятся на новых батареях или полностью заряженных аккумуляторах. В тестах должны применяться источники питания такого же типа и химического состава, что и рекомендуемые для использования конечным потребителям.

## Маркировка изделий в соответствии со стандартом
Стандарт описывает методику маркировки готовых изделий и публикации данных о параметрах фонарей и вводит специальные изображения, для нанесения на упаковку.

## Значение стандарта для потребителей
Стандарт не является обязательным для применения ни в США, ни в других странах мира, однако, применения стандарта производителями фонарей во всём мире повышает доверие потребителей к марке. Потребители, в свою очередь, получая информацию о характеристиках продукции, полученную в соответствии со стандартом имеют возможность объективно оценивать, сравнивать различные модели и выбирать для приобретения подходящий именно для их нужд фонарь. До принятия и внедрения стандарта ANSI FL1 производители публиковали характеристики фонарей на основании своих собственных тестов или расчётов, так, например, многие производители указывали, и указывают до сих пор, световой поток от источника света (светодиода), а не выходящий из оптической системы фонаря. При прохождении через оптическую систему, световой поток может сокращаться на 30-40 %. Теперь, если потребитель видит рядом с указанием светового потока ссылку на стандарт ANSI FL1, он может быть уверен, что это значение светового потока, выходящего из фонаря, а не какое-либо другое.